# Ra Mê Um Tôm
Theo Sách Mặc Môn, Ra Mê Um Tôm (Tiếng Anh: Rameumptom /ˌræmiˈʌmptəm/ ) là một tòa tháp hoặc đài cao mà từ đó dân Giô Ram đã dâng cao hai tay cầu nguyện thuộc lòng. Một số nhân vật trong Sách Mặc Môn (bao gồm cả An Ma Con và những người bạn đồng hành của ông) xem việc thực hành cầu nguyện từ Ra Mê Um Tôm là tội lỗi, phần lớn là do lời cầu nguyện khẳng định niềm tin của dân Giô Ram rằng sẽ không có Đấng Ky Tô, và rằng dân Giô Ram đã được chọn để được cứu trong khi tất cả những người xung quanh họ đều "được chọn để bị ném xuống ngục giới." 
Buổi cầu nguyện hàng tuần trên đài Ra Mê Um Tôm là nghi lễ tôn giáo duy nhất của dân Giô Ram, trong khi những ngày còn lại trong tuần, họ không bao giờ nhắc đến Thượng Đế và theo đuổi một lối sống xa hoa và ích kỷ. Trong Văn hóa Mặc Môn, thuật ngữ "Ra Mê Um Tôm" có nghĩa ẩn dụ, biểu thị sự tự cao hoặc kiêu ngạo.